# Das Kartenhaus
Das Kartenhaus ist ein US-amerikanisches Familiendrama aus dem Jahr 1993. Regie führte Michael Lessac.

## Handlung
Der Film handelt von Sally Matthews, einem sechsjährigen genialen Mädchen, welches nach einem traumatischen Erlebnis, dem Tod ihres Vaters, sich in ihr Inneres zurückzieht und seltsame Talente zeigt. Sallys Vater ist Archäologe in Südamerika, wo er mit Frau und Kindern lebt. Das sehr sprachbegabte Mädchen kann sich schnell mit den Einheimischen unterhalten.
Bei einer nächtlichen Besteigung einer Inkapyramide stürzt der Vater ab und stirbt. Die Mutter Ruth Matthews, die den Unfall sah, geht nach dem Tod ihres Mannes mit Sally und ihrem älteren Bruder in die USA zurück.
Sally beginnt sich daraufhin merkwürdig zu verhalten. Sie spricht nicht mehr, reagiert auf Veränderungen in ihrer Umgebung mit hysterischen Schreien und scheint sich völlig von ihrer Umgebung abzukapseln. Die Mutter ignoriert dieses Verhalten, bis sie Sally eines Tages in der Dachrinne des Hauses sieht (das Mädchen holt dort einen Baseball, den ihr Bruder dort hingeworfen hat). Ruth versucht, ihre Tochter zu retten, doch wegen der veränderten Mütze ihrer Mutter beginnt Sally zu schreien und lässt sich nicht beruhigen. Der Autismus-Experte Jake Beerlander (Tommy Lee Jones), der eben zu einem unangemeldeten Besuch erscheint, kommt ihr mit Erfolg zu Hilfe, als er bemerkt, was vor sich geht. Wegen des von ihm gesehenen Ereignisses erkennt Beerlander an Sally autistische Züge und nimmt sie nach einiger Überzeugungsarbeit mit in seine Klinik, um sie einer klassischen Therapie zu unterziehen; die schlägt aber nicht an.
Nach einigen Zwischenfällen wird Sally wieder nach Hause gebracht, wo sie eines Abends ein riesiges Kartenhaus baut, das sich nicht an die Schwerkraft zu halten scheint. Ruth begreift, dass dieses Kartenhaus der Schlüssel zum Bewusstsein ihrer Tochter ist, und baut das Kartenhaus auf einer Waldlichtung nach. Ruth besteigt in einem Traum gemeinsam mit Sally das Kartenhaus. Als Ruth von diesem Traum erwacht, wird Ruth klar, dass sie mit ihrer Analyse vollkommen recht hatte. Der Film endet schließlich mit einer realen Mutter-Tochter-Begegnung auf dem Kartenhaus tagsüber, in der klar wird, dass Sally sich in Wahrheit zurückgezogen hatte, weil ihre Mutter sich wegen des Todes ihres Vaters auch zurückgezogen und so den emotionalen Kontakt zu ihrer Tochter abgebrochen hatte. So konnte Sally das Geschehene nicht verarbeiten, das auch sie gesehen hatte. Zusätzlich wurde sie von ihrer vertrauten Umgebung gerissen, als die Familie kurz darauf in die USA zurückkehrte, einem Ort, der für sie fremd war, weil sie fast noch ein Baby war, als sie das Zuhause verließ. Das führte schließlich zu ihrem merkwürdigen Benehmen. 
Ruth und Sally können so den emotionalen Kontakt wieder herstellen, was dazu führt, dass Sally wieder spricht und ohne traumatische Folgen wieder sie selbst geworden ist. Beerlander, der angefangen hatte zu bemerken, was wirklich vor sich ging, und Zeuge des Ereignisses ist, wobei er auch dafür sorgt, dass die Begegnung nicht gestört wird, merkt all das und stuft Sally daraufhin als psychisch gesund ein. Dabei bewundert er Ruth für das, was sie getan hat, und beide kommen sich auch wegen der Ereignisse näher.

## Kritik
„Ein eigentlich interessanter Film zum Thema Autismus, der jedoch die Krankengeschichte zu pauschal abhandelt, um überzeugen zu können. Gute Darstellerleistungen und die konsequente Ausnutzung des Spannungspotentials sorgen dennoch für einen weitgehend unterhaltenden Film.“